# Georg Brandt (chemik)
Georg Brandt (ur. 26 czerwca 1694 w Riddarhyttan, zm. 29 kwietnia 1768 w Sztokholmie) – szwedzki chemik, który w 1737 odkrył rudy bizmutu i nazwał wówczas nieznany pierwiastek chemiczny kobalt. Członek Królewskiej Szwedzkiej Akademii Nauk.